# 快樂胯下
快樂胯下（Happy Crotch）是舉牌小人原創者台灣插畫家李翰的作品，以下半身思考的幽默角度貫穿，融合影音，圖片與音樂元素，2016年與香港資深玩具公司Unbox合作推出搪膠公仔。

## 相關報導
- 快樂胯下｜漫畫連載 Happy Crotch Vol.01[]（好大玩具）
- 舉牌小人李翰的創作基地　隱身大安區共創空間 （页面存档备份，存于）（好房網）
- Solaris Interviews: Haniboi[永久]（SOLARIS100）
- 舉牌小人創作者回來了！「我是快樂胯下」以打手槍開場的下體角色 （页面存档备份，存于）（FLiPER）
- 來自台灣設計師”舉牌小人”的最新力作！「快樂胯下Happy Crotch」色色的登場 （页面存档备份，存于）（玩具人）

## 外部連結
- 快樂胯下HappyCrotch官網 （页面存档备份，存于）
- 快樂胯下的Facebook專頁
- 快樂胯下的Instagram帳戶